# Acción (física)
En física, la acción es la magnitud que expresa el producto de la energía implicada en un proceso por el tiempo que dura este proceso. Se puede diferenciar según el lapso de tiempo considerado en acción instantánea, acción promedio, etc. Es uno de los conceptos físicos fundamentales, cuyo uso por tanto se da tanto en mecánica clásica, como en mecánica relativista y mecánica cuántica.
En el Sistema Internacional de Unidades  su unidad es el julio · segundo. La acción es una magnitud escalar.

## Significado físico
- En mecánica clásica la acción es una magnitud física que no es directamente medible, aunque puede ser calculada a partir de cantidades medibles. Entre otras cosas eso significa que no existe una escala absoluta de la acción, ni puede definirse sin ambigüedad un cero u origen de la magnitud acción. La diferencia de acción entre dos puntos A y B de posible trayectoria se define en mecánica clásica como la siguiente integral del lagrangiano {\displaystyle L}:

{\displaystyle S_{AB}=\int _{A}^{B}L(\mathbf {r} ,{\dot {\mathbf {r} }},t)dt}

- En mecánica relativista la acción de una partícula libre es proporcional a la longitud recorrida por la partícula a lo largo de una geodésica. Para una partícula libre la acción resulta igual a:

{\displaystyle S_{AB}=-mc\int _{A}^{B}ds=-mc^{2}\int _{A}^{B}{\sqrt {g_{ij}{\dot {x}}^{i}{\dot {x}}^{j}}}d\tau }

- En mecánica cuántica no relativista la acción está cuantizada siendo la unidad elemental {\displaystyle h}, la constante de Planck. Resulta ser proporcional a la fase compleja de la función de ondas de una partícula, tal como sugiere el límite clásico de la ecuación de Schrödinger. Para una partícula aislada la función de ondas, {\displaystyle \psi }, está relacionada con la acción mediante:

{\displaystyle \psi (x,t)\propto e^{iS(x,t)/\hbar }}

## Universalidad de la acción
A pesar de lo diferentes que resultan tanto en sus aplicaciones como en algunos de sus principios la mecánica clásica, la mecánica relativista o la mecánica cuántica, todas las ecuaciones de evolución de los sistemas dentro de las mismas parecen derivables del principio de mínima acción aplicado a una acción de la forma adecuada, escogiendo bien el lagrangiano. Eso ha hecho que la acción sea vista como uno de los principios físicos más esenciales y de mayor generalidad conocida.

## Unidades de acción

### Sistema Internacional de Unidades (SI)
- julio·segundo (J·s)

### Sistema natural
En unidades naturales la acción es adimensional, ya que en ese sistema la constante de Planck cuyas unidades coinciden con las unidades de acción es h = 1 (un número entero adimensional).

## Tabla resumen
| Conceptos fundamentales de la Física |
| Magnitudes físicas · Energía · Energía cinética · Momentum · Momentum angular · Masa · Carga eléctrica · Entropía                                         |
| Tipos de entidades físicas: Materia · partícula · campo · onda · espacio-tiempo · observador · Espacio · Tiempo · Posición                                |
| Construcciones teóricas fundamentales: Lagrangiano · Acción · Ecuaciones de Euler-Lagrange · Ecuación de movimiento · Estado físico · Ley de conservación |